# Aleksandra Uścińska
Aleksandra Uścińska (ur. 2 grudnia 1984 w Poznaniu) – polska taekwondzistka, olimpijka z Aten. Startuje w kategorii do 57 kg.
Jest pierwszą polską taekwondzistką, która wystąpiła na igrzyskach olimpijskich. Na letnich igrzyskach olimpijskich w Atenach (2004) odpadła w pierwszej rundzie, po przegranej z Hiszpanką Sofią Reyes 2:11. Jest brązową medalistką światowych igrzysk wojskowych w Rio de Janeiro (2011). 